# BSV Borba Luzern
Der BSV Borba Luzern ist ein Schweizer Handballclub. Er wurde am 12. September 1965 durch die Jugendwacht St. Anton Luzern und die Vorunterrichtsturner der Jungmannschaft gegründet.

## Sportliche Erfolge
Borba Luzern stieg 1981 als NLB-Meister erstmals in die Nationalliga A auf und konnte 1993 den ersten Schweizer Meistertitel im Handball feiern.
2014, 2015 und 2016 gewann Borba den Schweizer Cup im Feldhandball.
Zurzeit (Saison 2024/25) spielt Borba Luzern in der 2. Liga.

## Persönlichkeiten
Trainer von 1993 bis 1995 war der Slowene Matjaž Tominec, dessen Sohn Nik in der Jugend spielte.